# Leptotarsus (Longurio) yanoi
Leptotarsus (Longurio) yanoi is een tweevleugelige uit de familie langpootmuggen (Tipulidae). De soort komt voor in het Palearctisch gebied.